# Denzel Whitaker
Denzel Dominique Whitaker (Torrance, Kalifornia, 1990. június 15.–) amerikai színész.
Jelentős filmszereplései között szerepel az Érvek és életek és a Kiképzés, valamint a Vészhelyzet, a Testvérek és a Házi háború televíziós sorozatok. A Sok hűhó című Nickelodeon komédia sorozat tizedik és egyben utolsó évadának szereplője is volt.

## Magánélete
Whitaker Torranceben (Kalifornia) született született, Younalanda és Dale Whitaker fiaként.
Denzel Washington filmszínészről kapta a nevét. Ezt a tényt vitatták a The Oprah Winfrey Show-ban, miközben az Érvek és életek című filmet promotálták, ám később megtudta az apjától, hogy valójában Washingtonról nevezték el.

## Filmográfia

### Film
| Év   | Magyar cím                         | Eredeti cím                              | Szerep              | Magyar hang              | Rendező            |
| ---- | ---------------------------------- | ---------------------------------------- | ------------------- | ------------------------ | ------------------ |
| 2001 | Kiképzés                           | Training Day                             | Dimitri             |                          | Antoine Fuqua      |
| 2006 | Hangya boy                         | The Ant Bully                            | Albert (hangja)     | Ungvári Gergely[forrás?] | John A. Davis      |
| 2007 | Érvek és életek                    | The Great Debaters                       | James Farmer Jr.    | Berkes Bence             | Denzel Washington  |
| 2009 | Mocskos zsaru – New Orleans utcáin | Bad Lieutenant: Port of Call New Orleans | Daryl               | Morvay Gábor             | Werner Herzog      |
| 2010 | Vedd a lelkem!                     | My Soul to Take                          | Jeorme King         | Berkes Bence[forrás?]    | Wes Craven         |
| 2011 | Elhurcolva                         | Abduction                                | Gilly               | Előd Álmos               | John Singleton     |
| 2011 | Warrior – A végső menet            | Warrior                                  | Stephon             | Berkes Bence             | Gavin O’Connor     |
| 2015 |                                    | Back to School Mom                       | Noah Riley          |                          | Christopher Erskin |
| 2016 |                                    | Submerged                                | Eddie               |                          | Steven C. Miller   |
| 2018 | Fekete Párduc                      | Black Panther                            | James / fiatal Zuri | Trencsényi Ádám[forrás?] | Ryan Coogler       |
| 2019 |                                    | U Shoot Videos? (rövidfilm)              | Moji                |                          | Morgan Cooper      |
| 2020 |                                    | Cut Throat City                          | Andre               |                          | RZA                |
| 2020 | #kövessbe                          | No Escape                                | Thomas              | Berkes Bence             | Will Wernick       |